# ساي (النيجر)
ساي بلدة تقع في جنوب غرب النيجر، وتطل على نهر النيجر. تبعد عن العاصمة نيامي نحو 50 كيلومتر.
تحتضن البلدة جامعة إسلامية إنشئت في ثمانينات القرن الماضي.

## صور
بعض الصور القديمة:

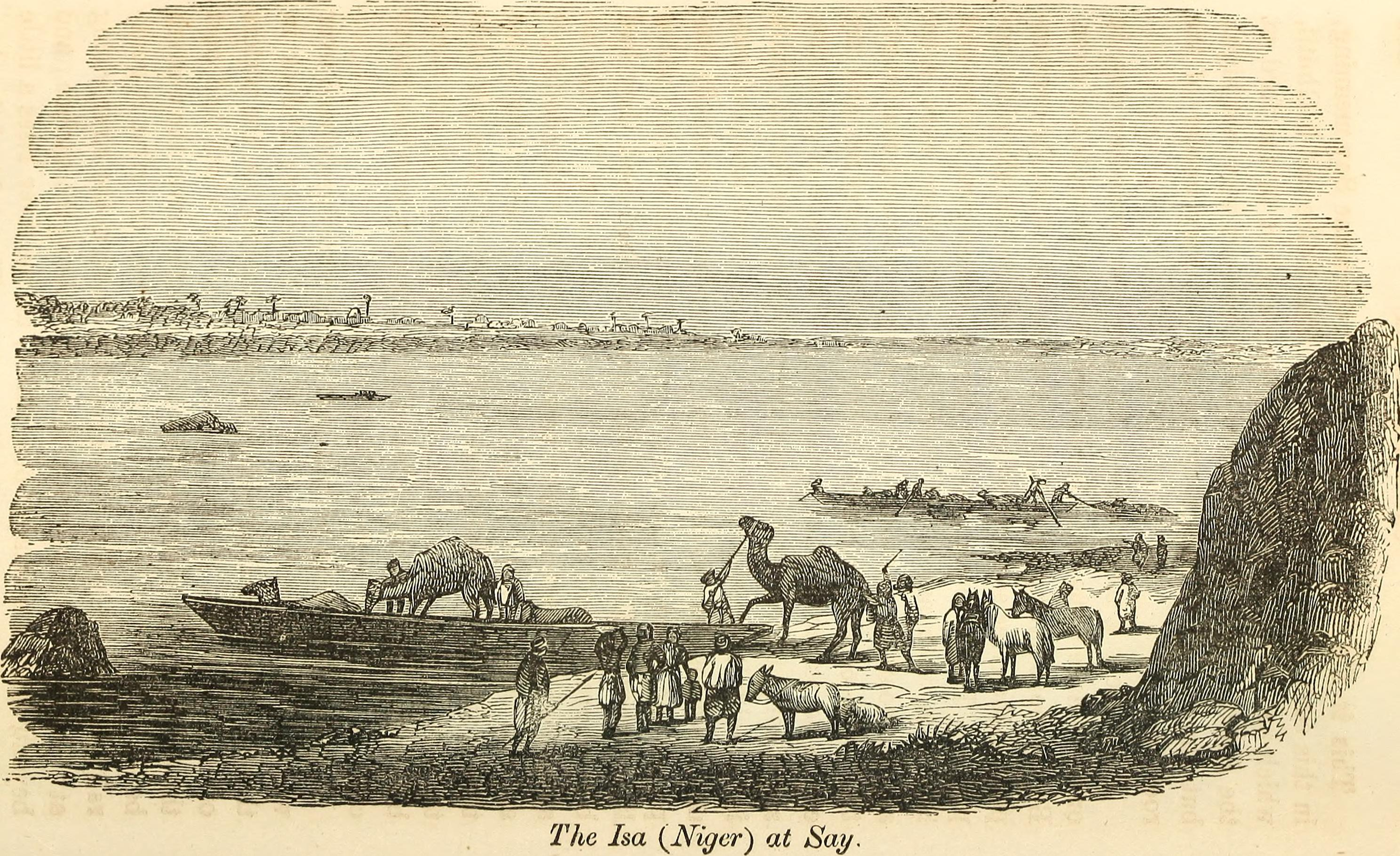
نهر النيجر عند بلدة ساي - نحو 1850 م.
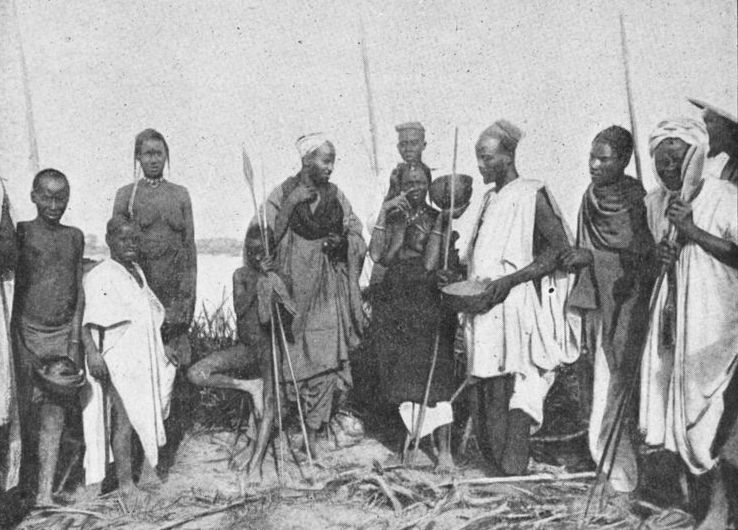
أهل ساي - 1898 م.
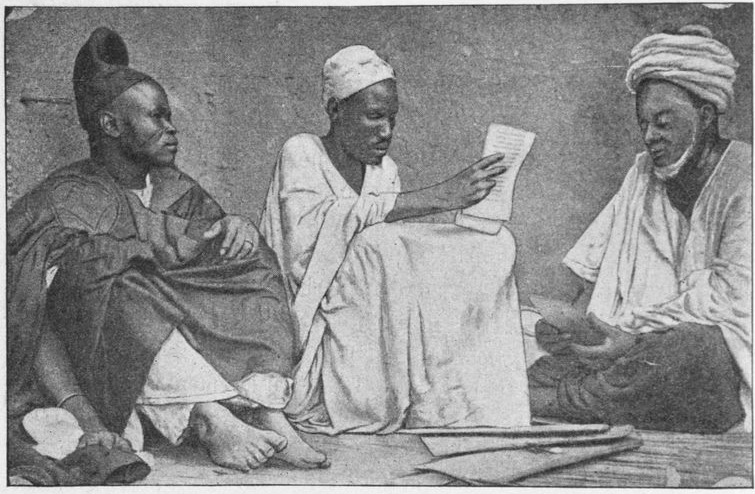
«مرابط» يقوم بالتدريس - 1912 م.